# Міффлін Тауншип (округ Колумбія, Пенсільванія)
Міффлін Тауншип (англ. Mifflin Township) — селище (англ. township) в США, в окрузі Колумбія штату Пенсільванія. Населення — 2269 осіб (2020).

## Демографія
Згідно з переписом 2010 року, у селищі мешкали 2322 особи в 952 домогосподарствах у складі 696 родин. Було 1012 помешкання
Расовий склад населення:
| - 98,6 % — білих - 0,3 % — азіатів - 0,1 % — чорних або афроамериканців |

До двох чи більше рас належало 0,7 %. Частка іспаномовних становила 1,9 % від усіх жителів.
За віковим діапазоном населення розподілялося таким чином: 20,0 % — особи молодші 18 років, 62,3 % — особи у віці 18—64 років, 17,7 % — особи у віці 65 років та старші. Медіана віку мешканця становила 45,2 року. На 100 осіб жіночої статі у селищі припадало 96,9 чоловіків;  на 100 жінок у віці від 18 років та старших — 93,7 чоловіків також старших 18 років.
Середній дохід на одне домашнє господарство  становив 66 037 доларів США (медіана — 53 895), а середній дохід на одну сім'ю — 74 001 долар (медіана — 57 407). Медіана доходів становила 53 935 доларів для чоловіків та 35 875 доларів для жінок. За межею бідності перебувало 7,9 % осіб, у тому числі 1,1 % дітей у віці до 18 років та 5,8 % осіб у віці 65 років та старших.
Цивільне працевлаштоване населення становило 1216 осіб. Основні галузі зайнятості: освіта, охорона здоров'я та соціальна допомога — 22,2 %, виробництво — 15,3 %, роздрібна торгівля — 14,9 %.